# Batinci
Batinci (en macedonio Батинци, en albanés Batincë) es una localidad macedonia perteneciente al municipio de Studeničani. Se localiza próximo a la capital del país, Skopie.

## Demografía
De acuerdo al último censo conducido en la República de Macedonia del Norte en el año 2002, Batinci contaba con una población total de 5364 habitantes. Los datos arrojados en el informe sobre composición étnica de la población mostraban una mayoría albanesa, con 3212 individuos, seguidos por los bosníacos (1660), los turcos (407), macedonios (36), gitanos (2), serbios (1) y otros grupos étnicos (41).

## Educación
En Batinci hay una escuela primaria llamada «Alija Avdovic» o Алија Авдовиќ.